# Toon Tieland

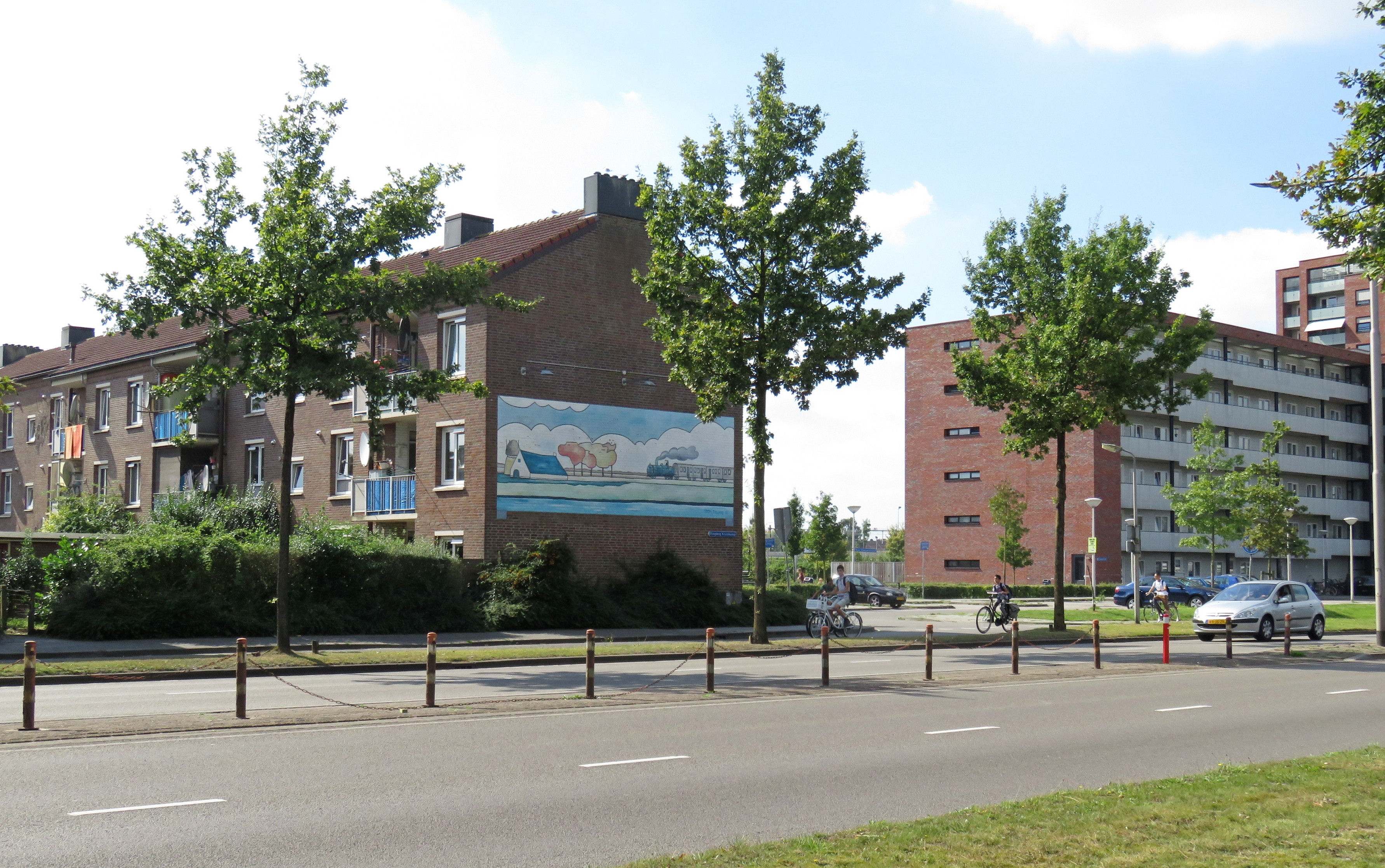
Gezicht op de Kruiskamp vanaf Ringweg Kruiskamp, met op de muur een kunstwerk van Toon Tieland

Antoon (Toon) Wijnand Tieland (Amersfoort, 2 mei 1919 - aldaar, 30 augustus 2006) was een Nederlands kunstschilder.

## Levensloop
Op de ambachtschool aan de Leusderweg werd hij opgeleid tot huis- en kunstschilder. Nadat hij in 1937 een Rembrandttentoonstelling in Amsterdam had bezocht, volgde hij lessen bij Dorus Rover in Putten. In 1938 werd hij muziektekenaar bij uitgeverij Centrale Muziekhandel. Hoewel hij weinig met godsdienst bezig was werd hij van remonstrant later rooms-katholiek.
Hij schilderde in een persoonlijke stijl die naïef expressionistisch wordt genoemd. Invloeden waren de schilders van Sint-Martens-Latem en Paul Gauguin. Net als Gauguin bracht hij donkere contouren aan om de monochrome kleurvakken. Tieland zou daardoor rondom Gent de bijnaam ‘Antoine le Contour’. Hij putte inspiratie uit zijn geboortestad Amersfoort, het plattelandsleven, zijn katholieke geloof en landschap uit de Leiestreek in Vlaanderen, waarmee hij een speciale band had. Ook werd hij zeer aangetrokken door de literatuur van Felix Timmermans. In totaal zou hij meer dan 1000 schilderijen maken.
In 1984 werd hem door het gemeentebestuur van Amersfoort een overzichtstentoonstelling aangeboden, Ter gelegenheid van zijn 65e verjaardag volgde nogmaals een overzichtstentoonstelling, nu in Rietveldpaviljoen De Zonnehof. Nadien volgden er nog grote overzichtstentoonstellingen in 1999 en 2004 in Flehite.
In 1995 werd hem de erepenning van de stad van Amersfoort uitgereikt. Twee jaar volgde een koninklijke onderscheiding als Ridder in de Orde van Oranje Nassau.
Veel werk van Tieland is te vinden in galerieën in Amersfoort en rondom Brugge en Sint-Martens-Latem. Zo heeft Amersfoort Art Galerie aan het Prinses Julianaplein in Amersfoort een omvangrijke collectie die voor het publiek te bezichtigen is. In 2001 verhuisde hij van de Ganskuijl, waar hij een atelier had, met zijn vrouw naar het humanistische verzorgingstehuis aan de Diamantweg waar hun dochter als verpleegster werkte. Tieland overleed in het ziekenhuis De Lichtenberg en werd begraven op Begraafplaats Rusthof in Leusden. In 2013 werd een plaquette onthuld op zijn geboortehuis in de Westerstraat 77 in Amersfoort.

## Biografie
- Toon Tieland - Dichterlijke verbeelding in naïef expressionisme, redactie Gerdy Seegers. Teksten: Titia ijzereef, Cor van Dalen, Onno Maurer; uitgeverij Bekking (2004) ISBN 9061095719
- Eelke de Jong – Ontmoeting met Toon Tieland; uitgeverij Bekking b.v.Amersfoort (1984)
- Toon Tieland - Overzicht van zijn werk 1939-1984, uitgave galerie Coninck bij de jubileumtentoonstelling
- Heimwee naar rozenhoedjes, artikel in de Panorama (1969)

- Biografisch Portaal: 61784363
- International Standard Name Identifier: 0000 0000 5815 5217
- Nationale Bibliotheek van Tsjechië: xx0069886
- Nederlandse Thesaurus van Auteursnamen: 070644810
- RKD-Nederlands Instituut voor Kunstgeschiedenis: 77419
- Virtual International Authority File: 85754545
- WorldCat: E39PBJc7TWRVGthxtqv3fWBtrq